# Prosenactia liebermanni
Prosenactia liebermanni är en tvåvingeart som beskrevs av Blanchard 1940. Prosenactia liebermanni ingår i släktet Prosenactia och familjen parasitflugor. Inga underarter finns listade i Catalogue of Life.